# Región Tenancingo
Región 13 Tenancingo es la decimotercera de las 20 regiones en que se divide el Estado de México.

## Municipios de la región
- Almoloya del Río
- Calimaya
- Joquicingo
- Malinalco
- Ocuilan
- Rayón
- San Antonio la Isla
- Tenancingo
- Tenango del Valle
- Zumpahuacán